# Anthousa (Trikala)
Anthousa  (în greacă: Ανθούσα, în aromână: Lipinitsa) este un oraș în Grecia în prefectura Trikala.